# 李寶珊
李寶珊（英語：Lee Po Shan，1996年10月14日—），香港女主持、模特兒及意見領袖，曾是無綫電視旗下網上直播兼社交平臺 big big channel 自由合約藝人。

## 簡歷
李寶珊有兩名姊姊（與二姊為孿生子），是個同性戀者；曾就讀香港道教聯合會純陽小學和馬鞍山聖若瑟中學，並於香港專業教育學院觀塘分校修讀平面設計課程，其後亦取得香港知專設計學院展覽設計學（產品及室內設計系）高級文憑証書。而在校期間，她曾跟兩位同學龍至昇、鍾慧嫻代表香港參加《2016年穗港澳蓉青年技能競賽》中「櫥窗展示（視覺營銷）」的比賽項目，且奪得銀獎。
2017年，李寶珊則透過無綫電視旗下網上直播兼社交平台 big big channel 及清談節目《#後生仔傾偈》，成為其中一個意見領袖；2019年7月退出節目（第363集）後繼續與胞姊一同擔任時尚界意見領袖；其女朋友是無綫電視女藝人孟希璘。2021年，她開始在荔枝角福華街及饒宗頤文化館擺賣礦石產品。

## 演出作品

### 劇集
| 首播            | 劇名           | 角色                             |
| 無綫電視        |                |                                  |
| 2018年          | 救妻同學會     | 咖啡店店員（第8集）              |
| 2020年          | 那些我愛過的人 | 黃 柔                            |
| 2021年          | 智能愛人       | 啤酒妹 AI（第1集）               |
| 2021年          | 智能愛人       | Lily（第30集）                   |
| big big channel |                |                                  |
| 2018年          | 我老細唔係人   | Laurel（第2、3、5、6、8 - 11集） |
| 2019年          | 我老婆唔係人   | 閏 蜜（第7集）                   |

### 綜藝節目
| 首播     | 節目名                         | 備註                   |
| 無綫電視 |                                |                        |
| 2017年   | Y Angle                        | 5月20日訪問嘉賓        |
| 2017年   | #後生仔傾偈                    | 意見領袖之一；至2019年 |
| 2017年   | 群星拱照 big big channel       | 演出嘉賓               |
| 2017年   | big big channel 失驚無神賀中秋 | 演出嘉賓               |
| 2017年   | TVB50周年 華麗轉身 邁步同行    | 演出                   |
| 2017年   | 再親我好媽                     | 討論環節嘉賓           |
| 2017年   | #後生仔平安夜傾吓偈              | 意見領袖之一           |
| 2018年   | 兄弟幫                         | 第2107、2108集嘉賓     |
| 2018年   | Ben Sir睇樓團                  | 第二輯 第3集嘉賓       |
| 2018年   | big big channel 大公司周年慶   | 演出嘉賓               |
| 2018年   | 今期流行                       | 第26集嘉賓             |
| 2018年   | #後生仔睇完港姐倾吓偈            | 意見領袖之一           |
| 2018年   | #後生仔失驚無神賀中秋          | 演出嘉賓               |
| 2018年   | TVB 50+1周年再出發             | 演出嘉賓               |
| 2018年   | 安樂蝸                         | 第399集起不定期演出    |
| 2018年   | Y Angle                        | 11月10日起不定期演出   |
| 2018年   | TVB 50+1再出發節目巡禮2019     | 嘉賓                   |
| 2018年   | 美女廚房                       | 第18集嘉賓             |
| 2018年   | 萬千星輝賀台慶2018             | 演出                   |
| 2018年   | 流行都市                       | 不定期演出             |
| 2018年   | 萬千星輝頒獎典禮2018           | 嘉賓                   |
| 2018年   | #後生仔失驚無神賀聖誕          | 意見領袖之一           |
| 2018年   | 萬眾同心齊Countdown            | 演出                   |
| 2019年   | 電競王                         | 第9、10、20、21集嘉賓  |
| 2019年   | TVB 影視展星勢2019             | 演出嘉賓               |
| ViuTV    |                                |                        |
| 2021年   | 直播王                         | 參賽者                 |

### 微電影
| 首映     | 電影名         | 角色              |
| 無綫電視 |                |                   |
| 2019年   | 一代宗獅迎新歲 | 圍村村民（第2集） |

### 音樂錄像
| 年份   | 歌名     | 歌手   |
| 2017年 | 花森林   | 譚嘉儀 |
| 2018年 | 聽雪落淚 | 菊梓喬 |

### 廣告
| 年份   | 產品內容                                          |
| 2018年 | 康宏理財「IFA 就是 CONVOY - 姊妹篇」              |
| 2019年 | 家得路「兒童牛奶鈣加鋅成長配方 × No.1媽媽袁詠儀」 |
| 2022年 | 樂意財務                                          |

### 其他
| 日期               | 內容                                             | 備註                                     |
| 2016年10月19、20日 | 第九屆穗港澳蓉青年技能競賽2016（櫥窗設計及佈置） | 香港隊參賽者；櫥窗展示（視覺營銷）：銀獎 |

## 曾獲獎項與提名
| 年份   | 獎項                                                                              | 結果 |
| 2018年 | 2018香港電視大獎「女主角獎（迷你劇、單元劇、特別劇、網絡劇） - 《我老細唔係人》」 | 提名 |

## 外部連結
- Poshan Lee的Facebook專頁
- 李寶珊 PoShan的Facebook專頁
- 李寶珊的Instagram帳戶